# Trachyuropoda termitophila
Trachyuropoda termitophila es una especie de arácnido del orden Mesostigmata de la familia Trachyuropodidae.

## Distribución geográfica
Se encuentra en el sur de África.